# جو کلنل
جو کلنل (انگلیسی: Joe Clennell; ۱۹ فوریهٔ ۱۸۸۹ – ۱۹۶۵ (۷۵−۷۶ سال)) بازیکن فوتبال اهل بریتانیا بود.
از باشگاه‌هایی که در آن بازی کرده‌است می‌توان به باشگاه فوتبال استوک سیتی، باشگاه فوتبال بلکبرن روورز، باشگاه فوتبال بلکپول، باشگاه فوتبال بریستول راورز، باشگاه فوتبال روچدیل، باشگاه فوتبال اورتون و باشگاه فوتبال کاردیف سیتی اشاره کرد.